# Liste der Wirtschaftsminister von Nordrhein-Westfalen
Liste der Wirtschaftsminister von Nordrhein-Westfalen seit 1946.
| Name                                                                  | Amtsantritt                                     | Kabinett                          | Partei                  |
| Minister für Wirtschaft                                               | Minister für Wirtschaft                         | Minister für Wirtschaft           | Minister für Wirtschaft |
| --------------------------------------------------------------------- | ----------------------------------------------- | --------------------------------- | ----------------------- |
| Erik Nölting                                                          | 29. August 1946 15. Dezember 1946 17. Juni 1947 | Amelunxen I Amelunxen II Arnold I | SPD                     |
| Minister für Wirtschaft und Verkehr                                   |                                                 |                                   |                         |
| Artur Sträter                                                         | 15. September 1950                              | Arnold II                         | CDU                     |
| Friedrich Middelhauve                                                 | 27. Juli 1954                                   | Arnold III                        | FDP                     |
| Hermann Kohlhase                                                      | 20. Februar 1956                                | Steinhoff                         | FDP                     |
| Minister für Wirtschaft, Mittelstand und Verkehr                      |                                                 |                                   |                         |
| Hans Lauscher                                                         | 21. Juli 1958                                   | Meyers I                          | CDU                     |
| Gerhard Kienbaum                                                      | 23. Juli 1962 25. Juli 1966                     | Meyers II Meyers III              | FDP                     |
| Bruno Gleitze                                                         | 8. Dezember 1966                                | Kühn I                            | SPD                     |
| Fritz Kaßmann                                                         | 18. September 1967                              | Kühn I                            | SPD                     |
| Horst Ludwig Riemer                                                   | 28. Juli 1970 4. Juni 1975 20. September 1978   | Kühn II Kühn III Rau I            | FDP                     |
| Liselotte Funcke                                                      | 19. November 1979                               | Rau I                             | FDP                     |
| Reimut Jochimsen                                                      | 29. Mai 1980                                    | Rau II                            | SPD                     |
| Minister für Wirtschaft, Mittelstand und Technologie                  |                                                 |                                   |                         |
| Reimut Jochimsen                                                      | 30. Mai 1985                                    | Rau III                           | SPD                     |
| Günther Einert                                                        | 12. Juni 1990                                   | Rau IV                            | SPD                     |
| Minister für Wirtschaft und Mittelstand, Technologie und Verkehr      |                                                 |                                   |                         |
| Wolfgang Clement                                                      | 17. Juli 1995                                   | Rau V                             | SPD                     |
| Bodo Hombach                                                          | 17. Juni 1998                                   | Clement I                         | SPD                     |
| Peer Steinbrück                                                       | 27. Oktober 1998                                | Clement I                         | SPD                     |
| Ernst Schwanhold                                                      | 21. Februar 2000                                | Clement I                         | SPD                     |
| Minister für Wirtschaft und Mittelstand, Energie und Verkehr          |                                                 |                                   |                         |
| Ernst Schwanhold                                                      | 27. Juni 2000                                   | Clement II                        | SPD                     |
| Minister für Wirtschaft und Arbeit                                    |                                                 |                                   |                         |
| Harald Schartau                                                       | 12. November 2002                               | Steinbrück                        | SPD                     |
| Minister für Wirtschaft, Mittelstand und Energie                      |                                                 |                                   |                         |
| Christa Thoben                                                        | 24. Juni 2005                                   | Rüttgers                          | CDU                     |
| Minister für Wirtschaft, Energie, Bauen, Wohnen und Verkehr           |                                                 |                                   |                         |
| Harry Voigtsberger                                                    | 15. Juli 2010                                   | Kraft I                           | SPD                     |
| Minister für Wirtschaft, Energie, Industrie, Mittelstand und Handwerk |                                                 |                                   |                         |
| Garrelt Duin                                                          | 21. Juni 2012                                   | Kraft II                          | SPD                     |
| Minister für Wirtschaft, Innovation, Digitalisierung und Energie      |                                                 |                                   |                         |
| Andreas Pinkwart                                                      | 30. Juni 2017 28. Oktober 2021                  | Laschet Wüst I                    | FDP                     |
| Minister für Wirtschaft, Industrie, Klimaschutz und Energie           |                                                 |                                   |                         |
| Mona Neubaur                                                          | 29. Juni 2022                                   | Wüst II                           | Grüne                   |